# Hazara (Division)

Distrikte in Khyber_Pakhtunkhwa, Distrikte der Hazara Division in hellgrün

Die Hazara-Division (zusammengesetzt aus Hazara – paschtunisch bzw. persisch هزاره, Urdu ہزارہ – und englisch Division) war die offizielle Bezeichnung einer Region von fünf Regierungsbezirken in der ehemaligen Nordwestlichen Grenzprovinz (kurz NWFP) in Pakistan mit der Hauptstadt Abbottabad.
Die fünf Bezirke der Hazara Division waren Abbottabad, Battagram, Haripur, Kohistan bzw. Kohat (wörtlich: Land der Berge) und Mansehra.
Die Hauptsprache der Hazara-Region wird als Hindko (auch Hinko bzw. Hindkohan, wörtlich Indus-Berg bzw. Berg der Hindu) bezeichnet und ist eine indoiranische Sprache. Diese Sprache ist noch nicht als Amtssprache anerkannt worden. Verkehrs- und Amtssprache ist weiterhin Urdu. Vereinzelt wird auch noch Hazaragi, ein persischer Dialekt und die Muttersprache der afghanischen Hazara gesprochen.
Die Unterteilung in Divisionen als Bezirksebenen ist zwar im Jahre 2000 im Rahmen einer Verwaltungsreform abgeschafft worden, aber die Unterteilungen in Divisionen werden immer noch vor allem in den Hazara-Gebieten verwendet. Auch die Wahlkommission führt die Wahlen nach damaligen Division-Unterteilungen durch.
Bereits vor der offiziellen Umbenennung bezeichneten die Paschtunen, die Mehrheitsbevölkerung in der NWFP, die Provinz als Pakhtunkhwa. Schließlich ist der Name der Provinz am 1. April 2010 nach einem Parlamentsbeschluss in pakistanischen Hauptstadt Islamabad bestätigt worden. Die Abgeordneten des pakistanischen Parlaments haben die Verfassung dafür geändert. Das Gebiet war inoffiziell in der Region und offiziell bei paschtunischen Machthabern in Afghanistan als Paschtunistan bekannt. Die Umbenennung in Khyber Pakhtunkhwa löste bei der Bevölkerung der Hazara-Division Unruhe, Demonstrationen sowie Forderungen nach einer Eigenständigkeit aus. Ferner verlangt die Bevölkerung der Hazara-Region für ihre Bezirke einen politischen Aufstieg, einen Status als Provinz.
Ihre Demonstrationslosungen gegen die Umbenennung waren auch auf Hazaragi zu hören. Bei den Demonstrationen wurden zahlreiche Menschen verletzt und ca. 7 Personen kamen ums Leben. Die Hazara unterscheiden sich von den Mehrheitsbevölkerung durch ihren schiitischen Glauben und ihr mongolisches Aussehen. Daher wird angenommen, dass der Ursprung der Volksgruppe auf Nachkommen der Armeen Dschingis Khans bzw. die Dynastien der Timuriden und Moguln zurückzuführen ist. Viele Flüchtlinge aus Afghanistan, darunter eine große Zahl der Hazara aus Afghanistan, wurden dort gut aufgenommen.
Die Bevölkerung der Hazara-Region wie in gesamten Khyber Pakhtunkhwa ist allgemein gastfreundlich. Bei Paschtunen ist Gastfreundschaft eine Frage des Paschtunwali. Die Hindko-Sprecher, auch als Hazarwal bezeichnet, sind allgemein als freundlich und friedvoll bekannt. Betteln ist genauso wie bei Hazara in Afghanistan verpönt. Die Region ist als Industriegebiet berühmt und in Sommertagen angenehm kühl.